# Ácido salicílico (uso médico)
Ácido salicílico, como um medicamento, é utilizado para ajudar a remover a camada externa da pele. Como tal, é usado para tratar verrugas, calos, psoríase, caspa, acne, micose, e ictiose. Para outras condições de verrugas, muitas vezes é usado juntamente com outros medicamentos. Ele é aplicado na área afectada.
Efeitos secundários incluem irritação da pele, e salicismo. Salicismo tende a ocorrer somente quando aplicada a uma grande área e em crianças. O uso, portanto, não é recomendado em crianças com menos de dois anos de idade. Ele é produzido em um número de diferentes forças.
O ácido salicílico tem sido usado para fins médicos, pelo menos, desde o tempo de Hipócrates. Faz parte da Lista de Medicamentos Essenciais da Organização Mundial de Saúde, uma lista dos mais eficazes e seguros medicamentos que são necessários em um sistema de saúde. No Reino Unido, 10 ml de 17% de formulação líquida custa ao SNS cerca de 1.71 libras. Ele também está disponível misturado com alcatrão de carvão, óxido de zinco, ou ácido benzóico.